# Steffen Gebhardt
Steffen Gebhardt (Neuss, 22 luglio 1981) è un pentatleta tedesco.

## Palmarès
In carriera ha conseguito i seguenti risultati:
- Mondiali:

Pesaro 2003: argento nel pentathlon moderno a squadre.
Varsavia 2005: bronzo nel pentathlon moderno a squadre.
Berlino 2007: oro nel pentathlon moderno a squadre e staffetta a squadre.